# Humbertaffären
Humbertaffären var en ekonomisk-politisk svindelaffär som utspelade sig i Frankrike i slutet av 1800- och början av 1900-talet. Thérèse Humbert (1856-1918, född Thérèse Daurignac), gift med före detta justitieministern och borgmästaren i Toulouse Gustave Humberts son, Frédéric Humbert, utgav sig för att vara arvtagerska till en påhittad amerikansk mångmiljonär och lyckades med stöd av detta påstående låna stora summor pengar.

## Arvet
Strax efter att Thérèse hade gift sig med Frédéric Humbert, berättade hon en historia om att hon hade fått ett ovanligt arv. Hon påstod att 1879, då hon befann sig på ett tåg, så hörde hon ljud från den intilliggande kupén. Hon tog sig in i kupén via tågets utsida och fann där en man som hade fått en hjärtattack. Efter att hon hade hjälpt honom med luktsalt berättade mannen att han var den amerikanske miljonären Robert Henry Crawford. Han var mycket tacksam och lovade henne att han en dag skulle ge henne en belöning för hennes ingripande. Två år senare, 1881, fick hon ett brev som berättade att Crawford hade avlidit och att hon var arvtagerska i hans testamente. Testamentet förkunnade att förmögenheten fanns i ett kassaskåp som skulle vara förseglat tills hennes yngre syster Marie var tillräckligt gammal för att gifta sig med en av Crawfords två brorsöner, Henry Crawford.

## Bedrägerierna
Med två uppdiktade brorsöner till testatorn kunde hon sprida uppfattningen att den största delen av förmögenheten fanns inlåst i ett kassaskåp och med denna förmögenhet som säkerhet kunde hon ta stora lån. Hon och hennes man flyttade till Paris där de tillsammans med sina släktingar kunde knyta värdefulla kontakter inom Paris politiska och ekonomiska värld och på så sätt hålla fordringsägarna på avstånd. De levde i lyx i omkring 20 år och de tog hela tiden nya lån för att betala av de gamla. Det fanns misstankar men ingen kunde visa att historien var falsk.
1883 publicerade tidningen Le Matin en artikel som betvivlade berättelsen men Thérèses svärfar, som vid den tiden var justitieminister, stödde hennes historia. 
Chefen för en bank i Lille som hade lånat ut 7 miljoner franc, monsieur Delatte, gjorde vid ett besök i Amerika ett försök att komma i kontakt med den avlidne miljonärens släktingar. Ingen hade dock hört talas om någon avliden miljonär med namnet Robert Henry Crawford. Delatte hittades senare död i East River i New York.
För att skaffa sig ännu mer pengar startade Thérèse och hennes bröder en försäkringsverksamhet där banker och finansiärer satte in pengar, men istället för att investera gjorde de av med alla pengar själva eller betalade de mest ihärdiga fordringsägarna.

## Slutet
Bankchefen Jules Bizat frågade Thérèse hur hon hade förvaltat pengarna och hon svarade då att hon hade investerat i statsobligationer. Då Bizat undersökte detta såg han att det inte stämde och vände sig till premiärministern för att få hjälp. Denne ville inte att hon skulle avslöjas, men att investerarna skulle varnas.
Till slut insåg fordringsägarna att beloppet enligt testamentet inte skulle täcka alla lån och kreditkostnader. Le Matin krävde att kassaskåpet skulle öppnas. 1901 stämde de Thérèse Humbert och året efter gav domstolen i Paris order om att kassaskåpet skulle öppnas för att bevisa förmögenhetens existens, men det enda som fanns däri var en tegelsten.
Skandalen skakade den franska finansvärlden då tusentals mindre långivare och investerare ruinerades.
Humberts hade flytt från landet men arresterades i december 1902 i Madrid. Thérèse Humbert ställdes inför rätta och under rättegången försökte hon övertyga rätten om att miljonerna och de mystiska herrarna Crawford verkligen existerade, men hon lyckades inte bevisa detta och dömdes till fem års straffarbete. Hennes två bröder, Romain och Émile Daurignac, som hade utgett sig för att vara Crawfords brorsöner dömdes till två respektive tre års fängelse och hennes man Frédèric dömdes till fem år. Hennes syster Maria, dottern Eve och hennes bortgångne svärfar, justitieministern Gustave Humbert, bedömdes vara offer för bedrägerierna. 
När Thérèse Humbert släpptes ur fängelset emigrerade hon till USA. Hon avled i Chicago 1918.
Kassaskåpet med tegelstenen ställdes ut i ett skylfönster i Paris.